# Coronel Alcérreca
Coronel Alcérreca es un pueblo altiplánico situado en la comuna de General Lagos, en la Provincia de Parinacota, región de Arica y Parinacota, en el extremo noroeste de Chile. Se encuentra ubicado en la zona de la Pampa Alcérreca, entre la línea de cumbres que limita con Bolivia y en la que se encuentran los cercanos cerros de Papajune (o Papujune) y Pararane, y el río Lluta, cerca de la confluencia de este con la quebrada Allane. En el caserío se ubican una posta de salud rural y un retén de carabineros. 
A pesar de que en el año 1999 contaba con tan solo 280 habitantes (entre los cuales se contaban 269 hombres y únicamente 11 mujeres), Coronel Alcérreca fue el núcleo de población con un mayor número de habitantes de la comuna, ya que en dicho año residían 265 personas en el caserío de Visviri.

## Poblados cercanos
- Humapalca
- Chapuna
- Hospicio
- Homone
- Pampa Alcérreca
- Vuelta Amache
- Pumuta
- Pamputa
- Goipancate (despoblado)
- Papujune
- Macaya